# Ana Iriarte
Ana Iriarte Goñi (Pamplona, 1956) es una catedrática de Historia antigua en la Universidad del País Vasco que fue discípula de la helenista Nicole Loraux.

## Biografía
Fue discípula de la helenista Nicole Loraux, en el Centre de recherches Louis Gernet (ÉHÉSS de París). En 1981, presentó el DÉA titulado La Pythie dans la tradition historiographique. A continuación, obtuvo las becas pre-doctorales de la DGRST Académie de París (1982-1983) y del Gobierno Vasco (1984-1985) y fue Chercheur invité en la Fondation Hardt (Vandoeuvres. Suiza). En 1986, defendió en la ÉHÉSS la Thèse doctorale titulada À propos du langage figuré et de quelques figures de l'énigme dans la tradition littéraire grecque.

## Trayectoria profesional
Como Visiting Scholar realizó estancias de investigación en la ENS de Pisa (1993), en el Department of the Classics de Harvard University (1996) y, de forma asidua, en el Instituto ANHIMA, profundizando siempre en la Historia de Grecia desde una perspectiva antropológica que interpela el presente occidental.
El teatro ático y la democracia, el uso político del mito, las identidades culturales y la violencia de género en la Grecia antigua han sido sus ámbitos de estudio más recurrentes. En su línea de investigación propiamente historiográfica se enmarcan diversos artículos sobre la École de Paris, así como el volumen la historiografía y el mundo griego.
Ha impartido cursos y conferencias en universidades e instituciones culturales españolas y extranjeras, como la ÉHÉSS (1991), la Universidad de Buenos Aires (2003 y 2007), la Sorbonne (2004), la Universidad Federal de Río de Janeiro (2013), la UNAM de Ciudad de México (2015) o la Universidad de Toulouse Jean Jaurès (2016). 
Forma parte de comités científicos de varias revistas especializadas: Tempus, Studia Philologica Valentina, Hispania Sacra, Sociedades precapitalistas. Revista de Historia Social.

## Obra

### Libros
- Las redes del enigma. Voces femeninas en el pensamiento griego, Madrid, Taurus, 1990. ISBN 978-84-306-0132-5.
- Democracia y tragedia: la era de Pericles, Madrid, Akal, 1996. ISBN 978-84-460-0616-9.
- De Amazonas a ciudadanos. Pretexto ginecocrático y patriarcado en la antigua Grecia, Madrid, Akal, 2002, ISBN 978-84-460-1168-2.[5]
- Feminidades y convivencia política en la antigua Grecia, Madrid, Ed. Síntesis, 2020. ISBN 978-84-1357-020-4.[6]

### Ediciones
- «El pensamiento de la división», Prólogo a N. Loraux, La tragédie d'Athènes. La politique entre l'ombre et l'utopie (2005), Madrid, Akal, 2008. ISBN 978-84-460-2541-2.
- Nuevas rutas para Clio. El impacto de las teóricas francesas en la historiografía feminista española, Barcelona, Icaria, 2009. ISBN 978-84-9888-058-8.
- Idades e género na literatura e na arte da Grécia antiga (con L. de Nazaré Ferreira) Sâo Paulo-Coimbra, Annablume Editora & Impresa da Universidade de Coimbra, 2015. ISBN 978-989-26-1016-0.

## Premios y reconocimientos
- 2024 Nombrada Doctora Honoris Causa por la Universidad de Oviedo a propuesta del Grupo Deméter. Maternidad, género y familia.[7][8]